# Democratica
Democratica est une police de caractères avec empattement dessinée en 1991 par l’Américain Miles Newlyn pour la fonderie Emigre. Il s’agit d’un caractère de titrage.